# Software zur Bekämpfung der COVID-19-Pandemie
Zur Bekämpfung der COVID-19-Pandemie wurden verschiedene Arten von Software entwickelt und eingesetzt. Dazu gehören mobile Apps für die Kontaktpersonennachverfolgung und Benachrichtigungen über Infektionsrisiken, digitale Pässe, die Impfstatus verifizieren, Desktop-Software zur Ermöglichung oder Verbesserung der Wirksamkeit von Lockdowns und räumlicher Distanzierung im Allgemeinen, Web-Software zur Erstellung von Informationsdiensten, sowie Software für die Forschung und Entwicklung zur Bekämpfung der COVID-19-Pandemie.

## Kontaktverfolgung

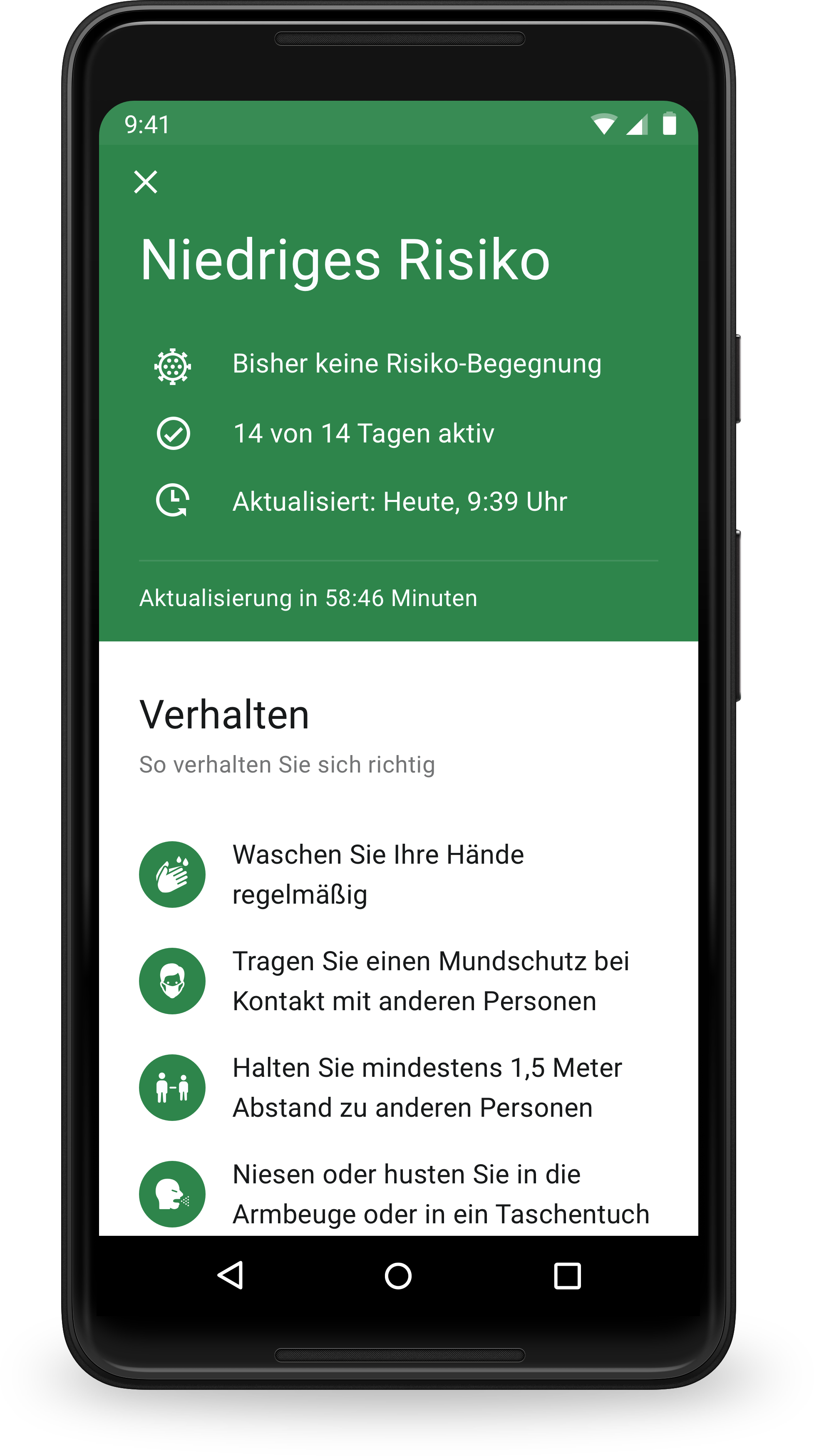
Screenshot der deutschen Corona-Warn-App

COVID-19-Apps zur Kontaktverfolgung sind Apps für Mobilgeräte um den Infektionsschutz technisch zu unterstützen.

### Design
Es wurden viele verschiedene Apps zur Kontaktverfolgung entwickelt. Design-Entscheidungen, z. B. in Bezug auf die Privatsphäre der Benutzer, variieren zwischen den Apps. In den meisten Fällen sind die verschiedenen Apps nicht interoperabel, was ihre Effektivität beeinträchtigen kann, wenn mehrere Apps innerhalb eines Landes verwendet werden oder über Landesgrenzen hinweg gereist wird. Es wurde vorgeschlagen, dass die Entwicklung einer einzigen Open-Source-App (oder einer kleinen Anzahl solcher), die von allen genutzt werden kann, Interoperabilität gewährleistet und für die, mit dem Ziel einer robusten und optimalen App, Arbeitskraft gebündelt und kombiniert wird, einer solchen hochgradig parallelen Entwicklung vorzuziehen gewesen wäre.

### Nutzung und Wirksamkeit
Eine unangereizte und stets völlig freiwillige Nutzung solcher Apps zur digitalen Kontaktverfolgung durch die Öffentlichkeit wurde als gering eingestuft, selbst wenn die Apps so gebaut sind, dass die Privatsphäre gewahrt bleibt. Ein Mangel an möglichen Funktionen und weit verbreitete Fehler reduzieren ihren Nutzen weiter. Die Nutzung einer solchen App im Allgemeinen oder zu bestimmten Zeiten ist in vielen oder allen Fällen nicht nachweisbar.

### Check-in-Funktionalität
Einige Apps erlauben auch „Check-Ins“, die eine Kontaktverfolgung und Risikobenachrichtigung nach Betreten von öffentlichen Orten wie Fitnessstudios ermöglichen.

## Digitaler Impfpass und Immunitätsausweis
Ein digitaler Impfnachweis ist Software zur Verifizierung des Impfstatus einer Person. Gleichermaßen würden digitale Immunitätsausweise eine hohe Wahrscheinlichkeit der Immunität – etwa durch Vorerkrankung oder Impfung – bescheinigen.
Solche Pässe können es geimpften Personen ermöglichen, Zugang zu Veranstaltungen, Gebäuden und Dienstleistungen in der Öffentlichkeit zu erhalten, wie z. B. Flugzeuge, Konzertorte und Fitnessstudios, und Lockerungen bzw. Öffnungen ermöglichen.

### Hürden und ethische Implikationen
COVID-19-Impfstoffe werden in der Regel auf der Grundlage von Infektionsrisiken verteilt, wobei die Gewährung von Privilegien auf der Grundlage der Zertifizierung des Impfstatus einige ethische Implikationen hat – so wie auch alle anderen Mechanismen/Faktoren, durch die die Gesellschaft Individuen Privilegien zuordnet. Zum Beispiel können Privilegien, die auf dem Impfstatus basieren, dazu führen, dass Menschen, die kein hohes Risiko für eine SARS-CoV-2-Infektion oder eine schwere Prognose der Krankheit haben, einen großen Teil des begrenzten Vorrats an Impfdosen erhalten (über die Gesellschaftsmechanismen der Finanz) und den geimpften Menschen Genehmigungen erteilt werden, die von ungeimpften Menschen als „unfair“ angesehen werden könnten. Außerdem könnten solche Pässe eine fälschungssichere, die Privatsphäre respektierende, überprüfbare, sichere digitale Zertifizierungstechnologie erfordern.

### Design
Mehrere Gruppen haben erklärt, dass gemeinsame Standards wichtig sind. Da es keine zügigen adäquaten technischen Mechanismen für ihr gemeinsames Design – oder die Etablierung eines festen Konsenses dafür – gibt, entwickeln einige Teams multi-kompatible Lösungen.
Die COVID-19-Credentials-Initiative, die von der Linux Foundation Public Health (LFPH) organisiert wird, ist eine globale Initiative, die daran arbeitet, datenschutzfreundliche, fälschungssichere und überprüfbare Credential-Zertifizierungsprojekte auf der Grundlage des offenen Standards Verifiable Credentials (VCs) zu entwickeln und einzusetzen.
Laurin Weissinger argumentiert, dass es wichtig ist, dass solche Software vollständig frei und quelloffen ist, dass die Konzepte und Entwürfe rechtzeitig erläutert werden, dass sie von Sicherheitsexperten penetrationsgetestet wird und dass kommuniziert wird, welche und wie Daten gesammelt und verarbeitet werden, da dies notwendig ist, um das erforderliche Vertrauen aufzubauen. Jenny Wanger, Director of Programs bei der Linux Foundation, behauptet ebenfalls, dass es wichtig ist, dass solche Software open source ist.

## Webseiten

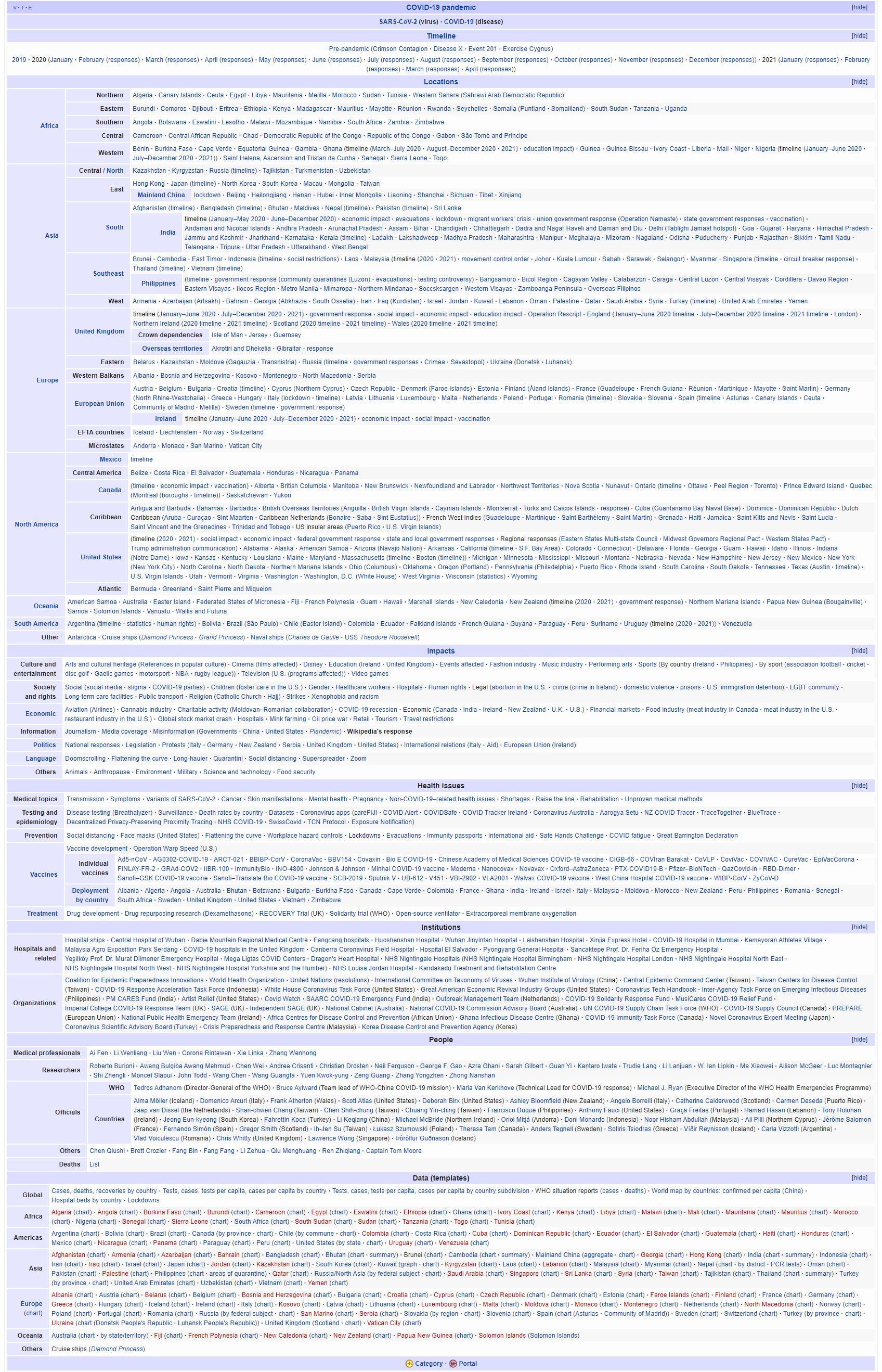
Screenshot einer Vorlage in der englischsprachigen Wikipedia, die eine Sammlung von Artikeln zur COVID-19-Pandemie zeigt, Stand: 3. April 2021

Web-Software wurde eingesetzt, um die Öffentlichkeit über den neuesten Stand der Pandemie zu informieren. Das Wiki Wikipedia und COVID-19-Dashboards wurden häufig genutzt, um aggregierte, integrierte und zuverlässige Informationen über die Pandemie zu erhalten. Darüber hinaus haben Bürger eine Vielzahl von Websites konsultiert, um proaktiv in Erfahrung zu bringen, welche Aktivitäten zum jeweiligen Zeitpunkt und Region erlaubt oder verboten sind – beispielsweise wann nächtliche Ausgangssperren gültig sind.

## Medizinische Software

### GNU Health

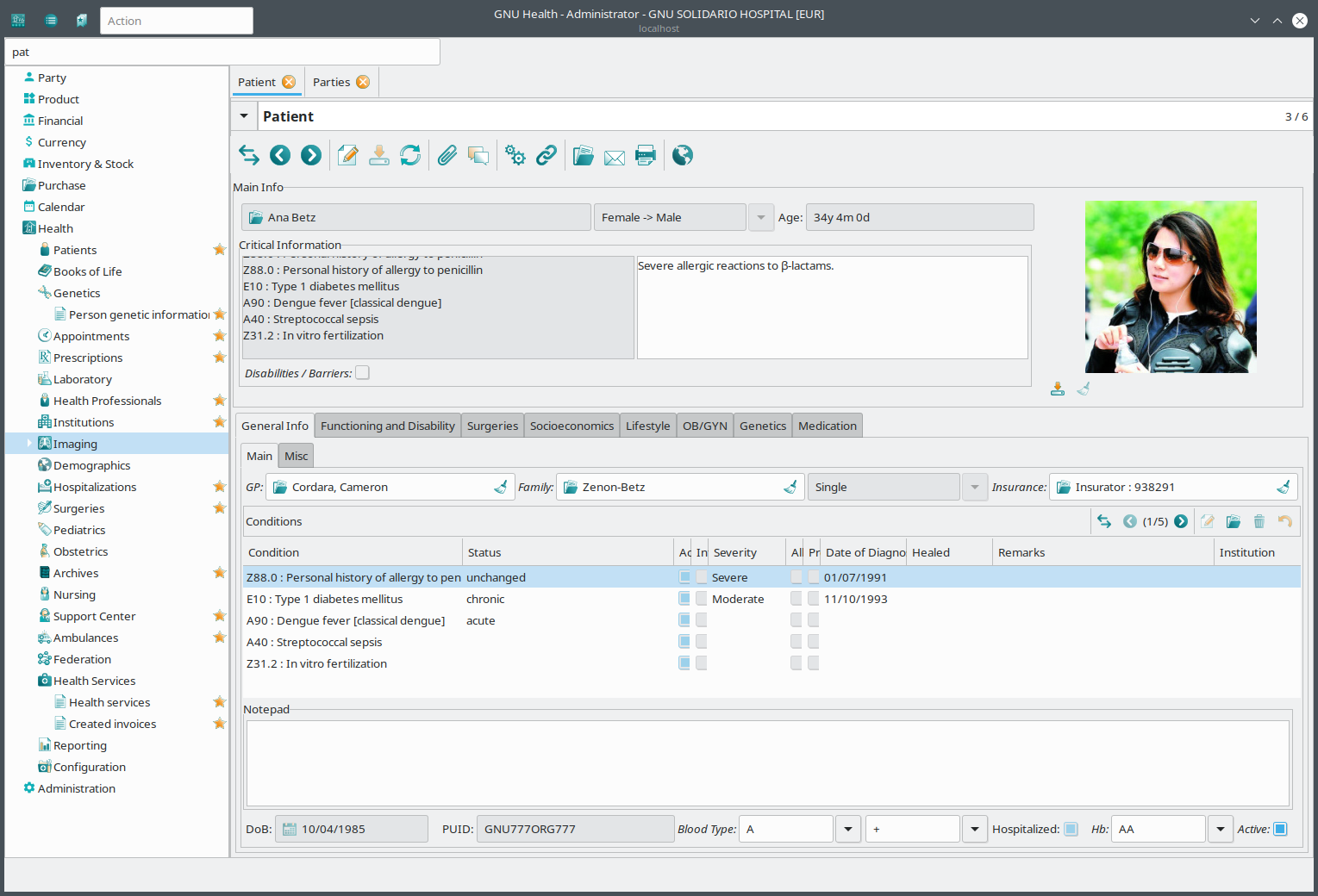
GNU Health Patienten-Hauptseite, Stand: 2013

Die freie, Qt und GTK-basierte, Software GNU Health hat eine Vielzahl von Standardfunktionen, die sie während einer Pandemie nützlich machen. Da die Software Open Source ist, ermöglicht sie vielen verschiedenen Parteien die gemeinsame Arbeit an einem einzigen integrierten Programm – anstelle von verschiedenen Programmen für verschiedene Zwecke und verschiedenen Programmen für verschiedene Nutzer pro Zweck, um die Nützlichkeit während der Pandemie zu erhöhen und es an ihre Bedürfnisse anzupassen. Zu den bereits vorhandenen Funktionen gehören eine Möglichkeit, die klinischen Informationen über die eindeutige „Person Universal ID“ automatisch in jeder Gesundheitseinrichtung sofort verfügbar zu machen oder diese zu aktualisieren, Vorlagen und Funktionen für Labortestberichte, Funktionen für die digitale Signierung und Verschlüsselung von Daten sowie die Speicherung von Krankenakten. Theoretisch könnte die Software verwendet oder modifiziert werden, um z. B. COVID-19-Tests und die Forschung über COVID-19 zu unterstützen, da durch den sicheren Austausch von anonymisierten Patientendaten und individuellen Ergebnissen – auch durch Hausärzte – die Forschung zum Virus und klinische Studien beschleunigt werden kann. Die Software wurde als mögliches Rückgrat einer robusten, nachhaltigen und auf Kooperation basierenden Infrastruktur für das öffentliche Gesundheitswesen in Betracht gezogen.

### Software für COVID-19-Tests
In Bayern wurde eine Verzögerung bei der Übermittlung von 44.000 Testergebnissen durch die fehlende Nutzung oder vorbereitende Einrichtung oder Entwicklung der erforderlichen Software verursacht.

### Impfmanagement
Software wird eingesetzt, um die Verteilung der kühl zu haltenden Impfstoffe zu managen und zu erfassen, welche Personen bereits eine – und welche – Impfung erhalten haben. Die fehlende Nutzung bzw. vorbereitende Einrichtung oder Entwicklung der benötigten Software führte laut Berichten zu Verzögerungen und anderen Problemen.

### Nextstrain

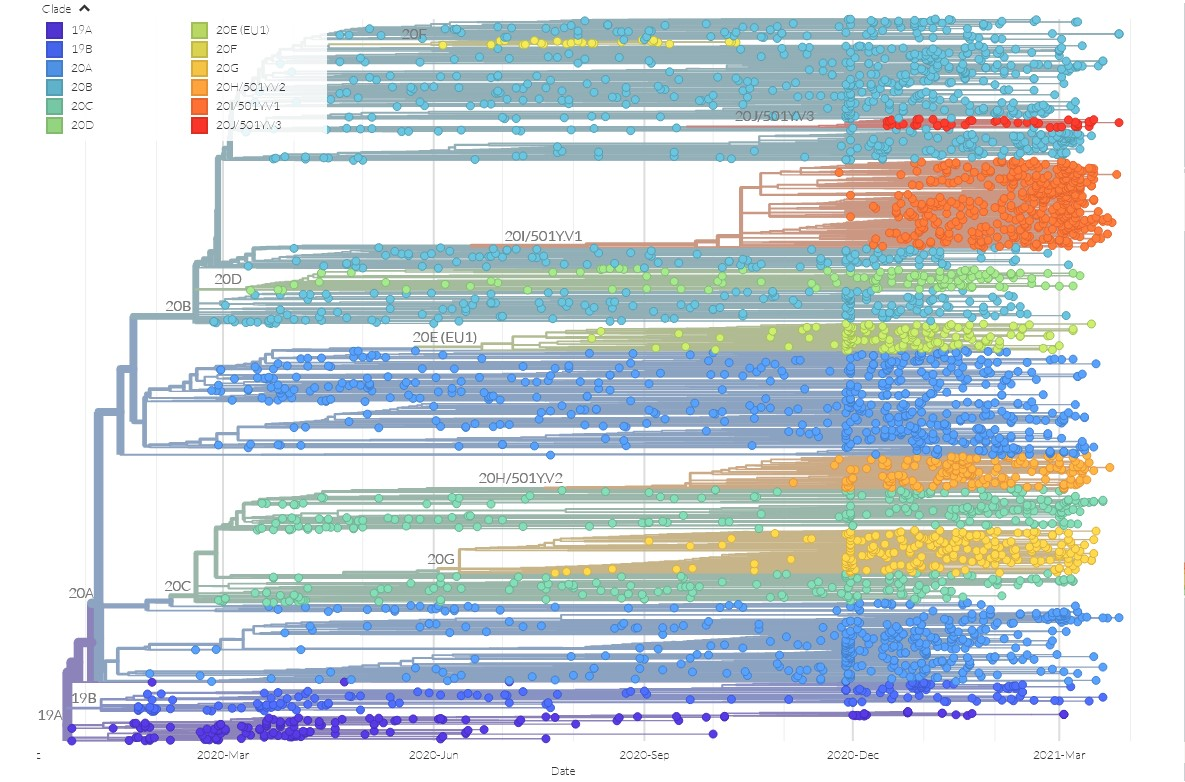
SARS-CoV-2 mutations graph clades on Nextstrain

Nextstrain ist seit 2015 online, eine Zusammenarbeit zwischen Forschern in Seattle (USA) und Basel (Schweiz). Nextstrain ist eine Open-Source-Plattform für genomische Daten von Krankheitserregern für Epidemiologen, Virologen, Beschäftigte des Gesundheitssektors und die Bevölkerung. Nextstrain enthält eine Datenbank, eine Bioinformatik-Analyse und eine interaktive Echtzeit-Visualisierungsplattform für Mutationen und Virusvarianten. Neben dem Dengue-Fieber, Grippe, Masern, Mumps, Tuberkulose, West Afrika Ebola, West-Nil-Virus und Zika wird hier auch die virale Evolution von SARS-CoV-2 analysiert und dargestellt. Während der COVID-19-Pandemie wird die Plattform extensiv für die Erforschung neuer Varianten von SARS-CoV-2 genutzt.

### Modellierungs-Software
Es wurden wissenschaftliche Software-Modelle und -Simulationen für SARS-CoV-2 genutzt – etwa zur Verbreitung, Funktionsmechanismen und Eigenschaften, Wirksamkeit potenzieller Behandlungen, Übertragungsrisiken und Impfmodellierung/Überwachung. (Numerische Strömungsmechanik, computergestützte Epidemiologie …)
Modellierungssoftware und verwandte Software wird auch dazu verwendet, die Auswirkungen auf die Umwelt (siehe #Webseiten) und die Wirtschaft abzuschätzen.
Ergebnisse aus solchen Modellen werden in der wissenschaftsbasierten Politikgestaltung und der Entwicklung von Behandlungsmethoden verwendet.

#### Folding@home

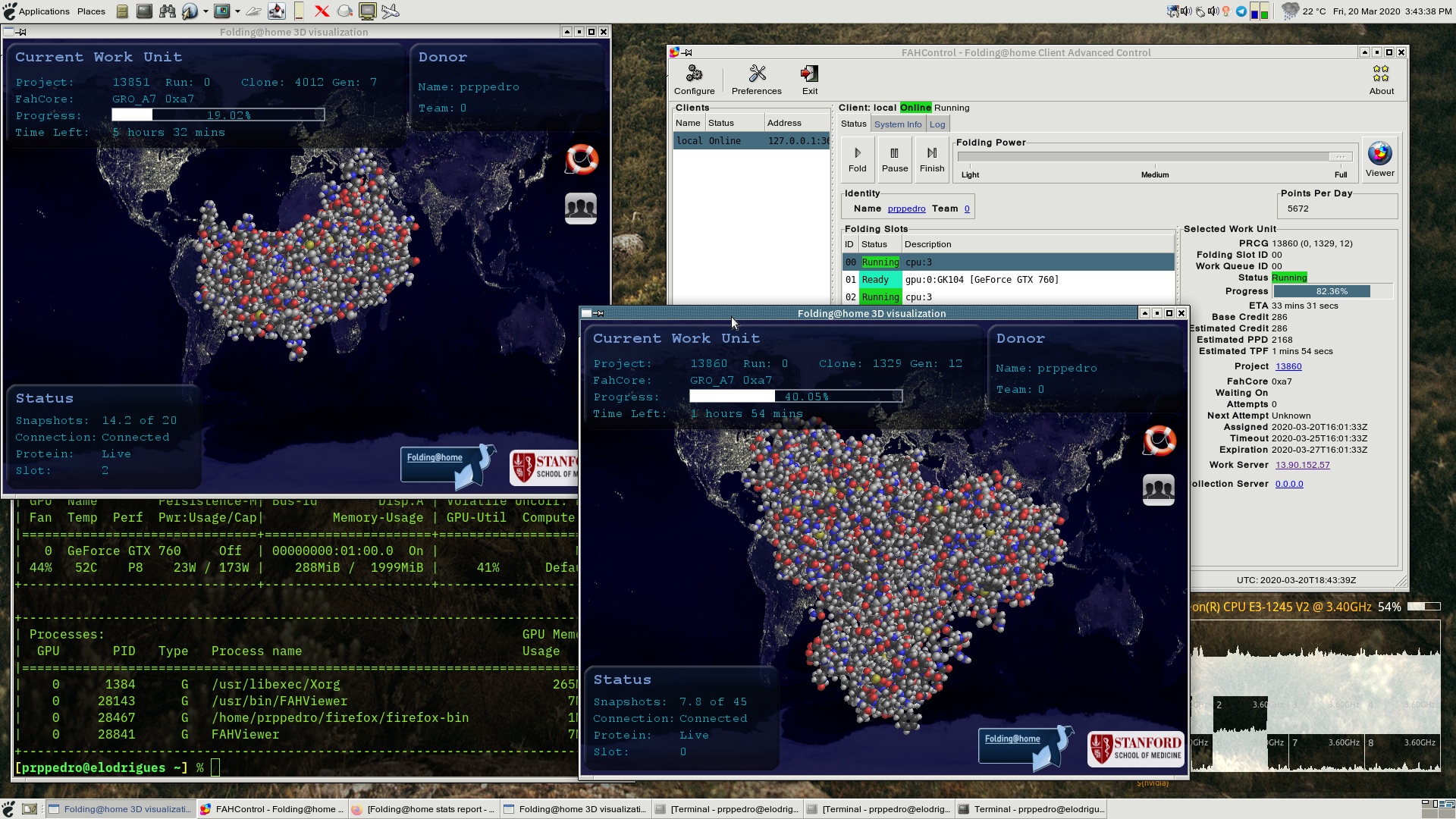
Der folding@home Client

Im März 2020 erreichte das Volunteering-basierte Distributed-Computing-Projekt Folding@home als erstes System der Welt einen ExaFLOPS. Das System simuliert Proteinfaltung, wurde für die medizinische Forschung auf COVID-19 eingesetzt und erreichte am 13. April 2020 eine Geschwindigkeit von ca. 2,43 x86 exaFLOPS – ein Vielfaches des bis dato schnellsten Supercomputers Summit.

#### COVID-19-Forschung zum Repurposing von Medikamenten
Supercomputer – darunter die weltweit leistungsfähigsten Einzel-Supercomputersysteme Summit und Fugaku – wurden in Versuchen eingesetzt, potenzielle Behandlungen zu identifizieren, indem Simulationen mit Daten zu bestehenden, bereits zugelassenen Medikamenten durchgeführt wurden.